# Christian Friedrich Breitkreutz
Christian Friedrich Breitkreutz, né en décembre 1780 et mort le 14 mars 1820 à Riga, est un architecte allemand de la Baltique, sujet de l'Empire russe, qui fut principalement actif en Livonie.

## Biographie
Breitkreutz étudie à Berlin et devient architecte titulaire pour le gouvernement de Livonie de 1805 à sa mort prématurée. Il est élevé au rang de secrétaire de collège en 1816 et reçoit l'ordre de Saint-Vladimir de quatrième classe en 1818.

## Œuvre
Breitkreutz est l'auteur d'au moins dix-huit maisons particulières ou immeubles de Riga qu'il construit dans le style néoclassique. Il bâtit aussi un hôpital, une maison de douanes (disparue) à la Jakobstraße (aujourd'hui Jēkaba iela), des entrepôts, et surtout l'église Saint-Alexandre-Nevsky et enfin son chef-d'œuvre, l'église de Jésus.